# Quemusia raveni
Quemusia raveni là một loài nhện trong họ Amphinectidae. Loài này phân bố ở Queensland.